# Pietro Brambilla (attore)
Pietro Brambilla (Cremona, 9 gennaio 1952) è un attore italiano.

## Biografia
Nato a Cremona. È il nipote di Ugo Tognazzi, essendo figlio della sorella Ines.

## Filmografia parziale

### Cinema
- Questa specie d'amore, regia di Alberto Bevilacqua (1972)
- La poliziotta, regia di Steno (1974)
- Bordella, regia di Pupi Avati (1976)
- San Babila ore 20: un delitto inutile, regia di Carlo Lizzani (1976)
- La casa dalle finestre che ridono, regia di Pupi Avati (1976)
- Cattivi pensieri, regia di Ugo Tognazzi (1976)
- Orazi e Curiazi 3 - 2, regia di Giorgio Mariuzzo (1977)
- Dove vai in vacanza?, regia di Mauro Bolognini, Luciano Salce e Alberto Sordi (1978)
- Geppo il folle, regia di Adriano Celentano (1978)
- I viaggiatori della sera, regia di Ugo Tognazzi (1979)
- Il leone del deserto (Asad al-ṣaḥrāʾ), regia di Mustafa Akkad (1981)
- I carabbinieri, regia di Francesco Massaro (1981)
- Vigili e vigilesse, regia di Franco Prosperi (1982)

### Televisione
- Jazz band, regia di Pupi Avati – miniserie TV (1978)
- Cinema!!!, regia di Pupi Avati – miniserie TV (1979)
- Delitto in via Teulada, regia di Aldo Lado – film TV (1980)
- Una topolino amaranto, regia di Ezio Pascucci – miniserie TV (1984)
- Sogni e bisogni – serie TV, episodio 9 (1985)
- Olga e i suoi figli, regia di Salvatore Nocita – miniserie TV (1985)
- Lulù, regia di Sandro Bolchi – miniserie TV (1986)
- E non se ne vogliono andare!, regia di Giorgio Capitani – miniserie TV (1988)